# جون سيجسموند

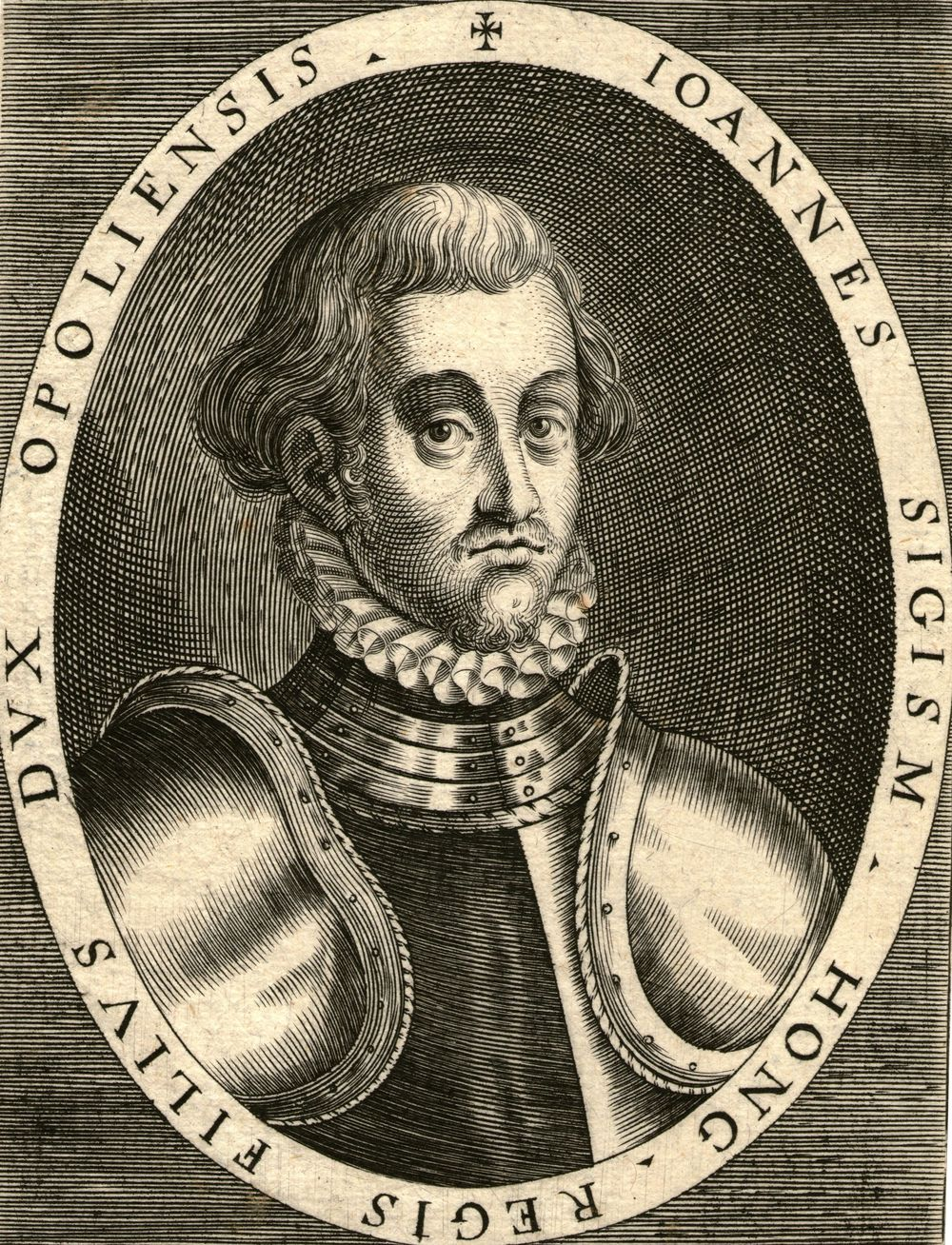
جون سيجسموند

ملك المجر من 1540 إلى 1570م، ثم أول أمير لترانسلفانيا من 1570 إلى 1571م.
ولد في 18 يوليو 1540م في مدينة بودا في المجر، ثم تولى عرش المجر في نفس السنة وهو لم يزل طفلاً بعد وفاة والده الملك "يانوش زابوليا"، وكان تحت وصاية والدته الملكة إيزابيلا التي حكمت البلاد باسمه وبتأييد ودعم من السلطان العثماني سليمان القانوني.
عرف الملك جون سيجسموند بتسامحه الديني، وكان يعتنق التوحيدية. وشجع التوحيديين ليؤسسوا أول كنيسة لهم في إمارة ترانسلفانيا في رومانيا. كما شجع الحوار والمناظرات العامة بين التوحيديين الكاثوليك واللوثريين والكالفنيين.
في عام 1570م تنازل جون سيجسموند عن عرش المجر لأسرة الهابسبورج، وأصبح أول أمير لترانسلفانيا، ثم توفي في 14 مارس 1571م وهو لم يزل شاباً.